# Список замків Пруссії

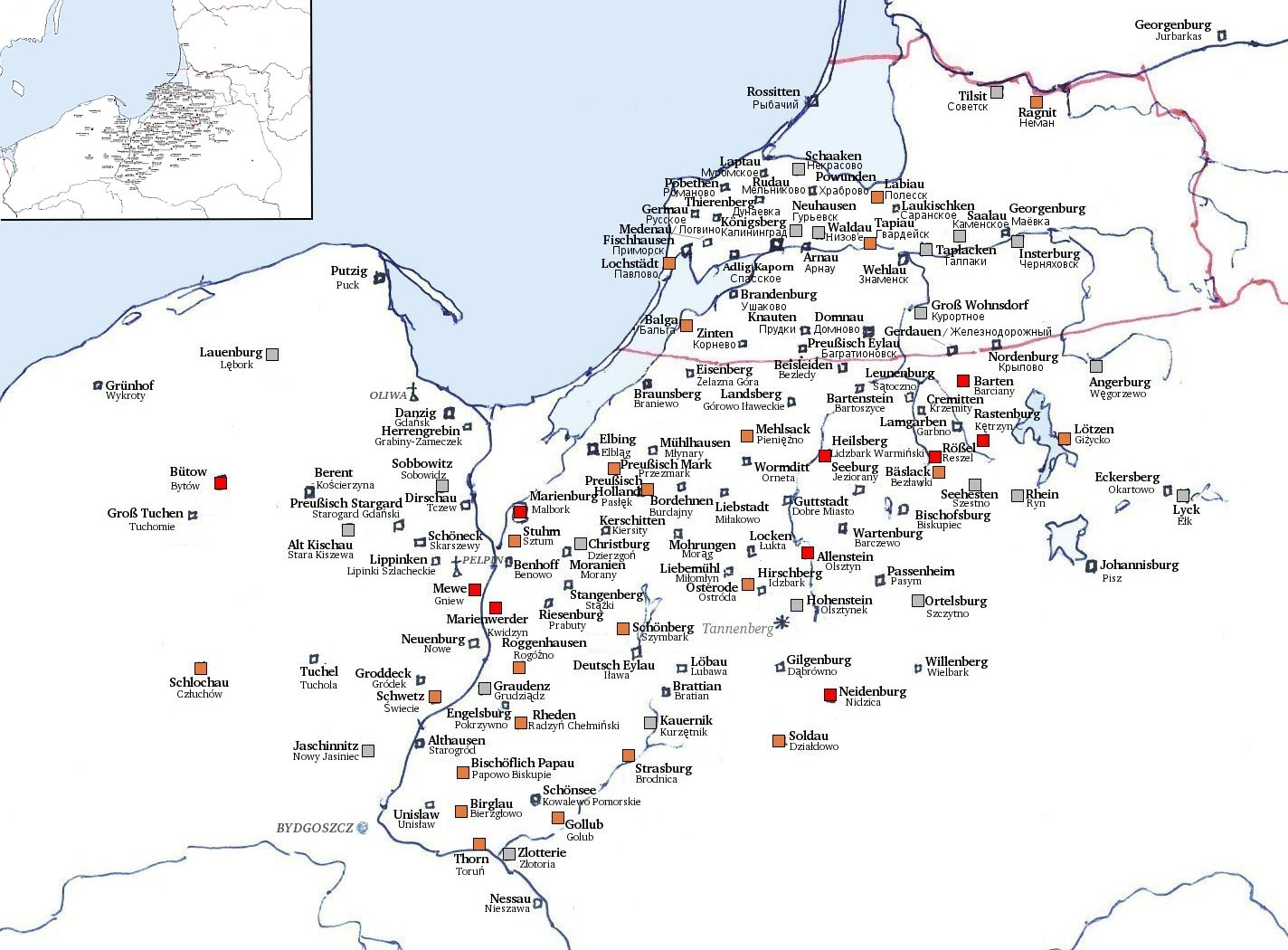
Схема розміщення замків Тевтонського ордену

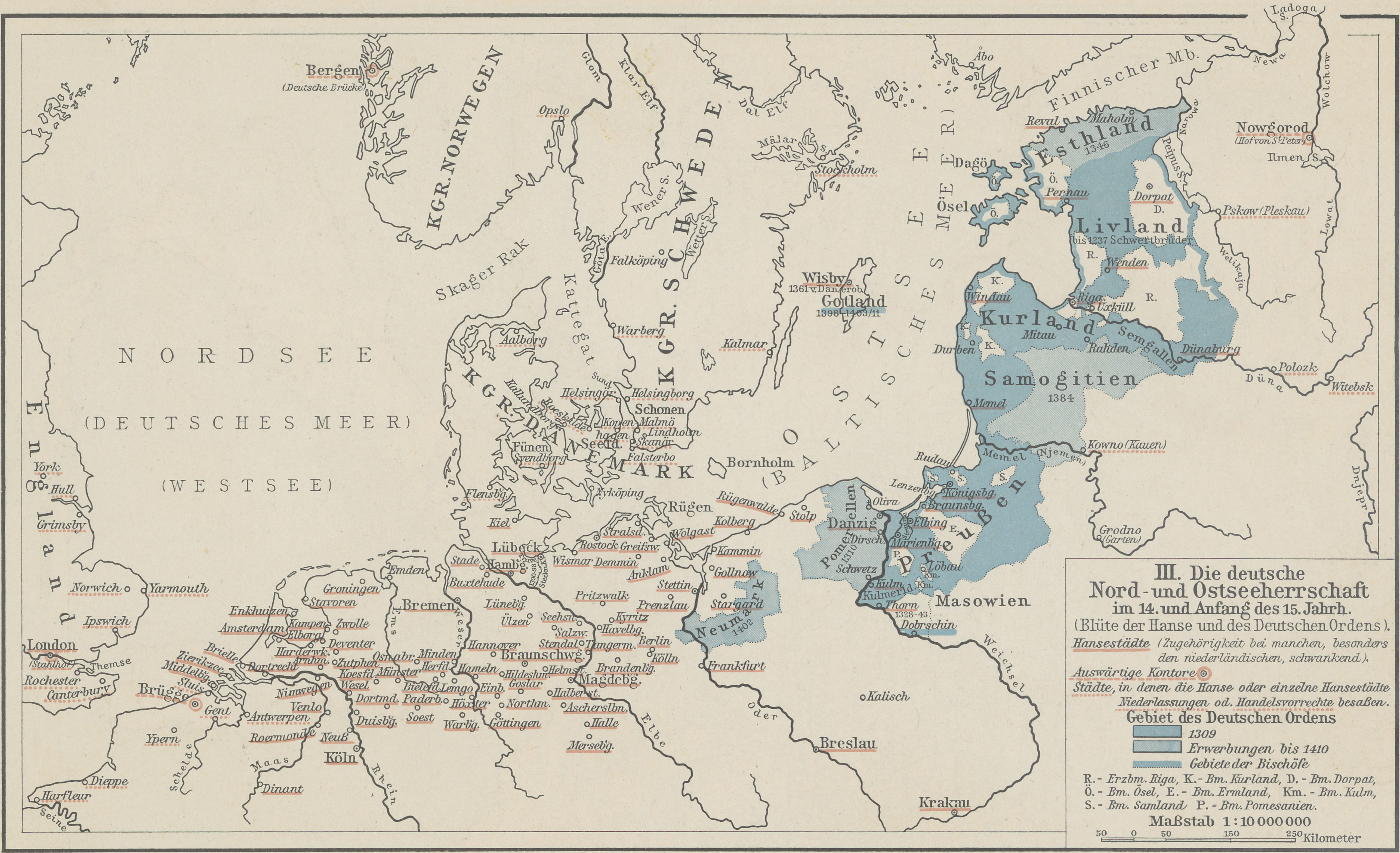
Терени підвладні Тевтонському ордену. 1410

Список замків колишньої Пруссії. Тевтонський орден спорудив у ХІІІ ст. перші орденські замки на історичних землях Пруссії, які з XV—XVI ст. поступово переходили до цивільних правителів. З 1236 Тевтонський орден поширив свій вплив на терени Лівонського ордену. На цих землях було створено 4 єпархії. З ослабленням Тевтонського ордену у XV ст. поступово здобували більшу автономність терени Лівонії аж до їхнього розділу поміж сусідніми державами внаслідок Лівонської війни. У ході історичного розвитку територія колишньої Пруссії була розширена в період існування королівства Пруссії (приєднання Сілезії 1740) і дещо зменшена в період республіки Пруссії (Польський коридор). За рішенням Союзної контрольної ради № 46 від 25 лютого 1947 держава Пруссія була ліквідована з виселенням за національною ознакою її мешканців з цих теренів. Сьогодні терени колишньої Пруссії входять до декількох держав. Після 1945/47 років історичні назви замків, міст були змінені.

## Естонія
Замки закладали ландмейстери Тевтонського ордену в Ліфляндії. Території адміністративно не відносились до Пруссії.
| Зображення | Оригінальна назва               | Сьогоднішня назва                                               | Дата будівництва                 | Місцезнаходження (колишнє, сучасне)       | Спорудник                                                           | Інші відомості                                                                             |  |
| ---------- | ------------------------------- | --------------------------------------------------------------- | -------------------------------- | ----------------------------------------- | ------------------------------------------------------------------- | ------------------------------------------------------------------------------------------ |  |
|            | Ordensburg Helm                 | Helme                                                           | 1261                             | Helmet • Helme (Гельме)                   |                                                                     | зруйнований 1658, не відбудовувався                                                        |  |
|            | Ordensburg Fellin               | Замок Феллін (ест. Viljandi ordulinnus)                         | 1224 • центр комтура             | Fellin • Felin • Viljandi (Вільянді)      | Магістр ордену Меченосців Фольквін фон Наумбург                     | зруйнований 1602/18, після руйнацій XVII/XVIII ст. не відбудовувався                       |  |
|            | Ordensburg Karkus               | Karksi ordulinnus                                               | 1248 — 1357                      | Karkus • Карксі-Нуя                       | Госвін фон Геріке                                                   | зруйнований 1708 з наказу Петра І, більше не відбудовувався                                |  |
|            | Ordensburg Lais                 | Замок Лайузе • (ест. Laiuse ordulinnus)                         | XIV ст.                          | Lais • Laiuse                             |                                                                     | до 1710 зруйнований, більше не відновлювався                                               |  |
|            | Schloß Leal                     | Lihula ordulinnus                                               | 1238/42                          | Leal • Lihula (Лігула)                    |                                                                     | зруйнована 1563/81 роках, більше не відбудовувалась                                        |  |
|            | Hermannsfeste                   | Нарвський замок (ест. Hermanni linnus))                         | 1329 • 1345 проданий ордену      | Narva (Нарва)                             |                                                                     | 1941/45 пошкоджений, відновлений з 1960-х років                                            |  |
|            | Neuschloss                      | Toompea loss                                                    | 1349                             | Nyslott • Сыренец • Vasknarva (Васкнарва) |                                                                     | після 1721 занепав                                                                         |  |
|            | Schloß Oberpahlen               | Põltsamaa ordulinnus • 1570/77 столиця Ліфляндії короля Магнуса | 1272                             | Oberpahlen • Põltsamaa (Пилтсамаа)        | Отто фон Роденштайн нім. Otto von Rodenstein                        | згорів 1502, у червні 1941 згорів                                                          |  |
|            | Schloß Pernau                   | Pärnu ordulinnus                                                | 1251/65                          | Pernau • Пернов • Pärnu (Пярну)           | ландмайстер Конрад фон Мандерн                                      | розібраний після 1835                                                                      |  |
|            | Schloß Peude                    | Pöide ordulinnus                                                | 1255/90                          | Peude • Pöide (Пейде)                     |                                                                     | зруйнований 1343                                                                           |  |
|            | Castrum Danorum • Schloss Reval | Toompea loss                                                    | з червня 1219 перейшла до Ордену | Reval • Ревель • Tallinn (*Таллінн)       | з 1760-х рр. початок часткової перебудови, з 1991 парламент Естонії |                                                                                            |  |
|            | Schloß Soneburg                 | Maasilinn                                                       | 1345                             | Masick • Maasi (Маазі)                    | Бурхард фон Дрейлебен                                               | 1576 підірваний данцями                                                                    |  |
|            | Замок Тарвасту                  | Tarvastu ordulinnus                                             | до 1329                          | Tarvast • Tarvastu (Тарвасту)             |                                                                     |                                                                                            |  |
|            | Vredeborch • Toolse             | Toolse Ordulinnus                                               | 1471                             | Tolsburg • Toolse (Тользе)                | Йоган Вольтгус фон Герзе                                            | до 1583 частково зруйнований, відбудований, до 1710 зруйнований і більше не відбудовувався |  |
|            | Schloß Weißenstein              | Paide ordulinnus                                                | 1265/66                          | Weißenstein • Paide (Пайде)               |                                                                     | 1602/08 пошкоджена, не відбудовувалась. Підірвана 1941 вежа відбудована 1993               |  |
|            | Burg Wesenberg                  | Фортеця Раквере (ест. Rakvere)                                  | 1345                             | Wesenberg • Ракобор • Rakvere (Раквере)   |                                                                     | спалений 1703, не відбудовувався                                                           |  |

## Калінінградська область
Займає близько 1/3 території історичної Пруссії — землі Самбії, Натангії, Бартії, Надровії. У XV—XVI ст. тут налічувалось до 40 замків Тевтонського ордену. На сьогодні в основному збереглось 9 замків, 11 у вигляді руїн.
| Зображення | Оригінальна назва         | Сьогоднішня назва               | Дата будівництва                                  | Місцезнаходження (колишнє, сучасне)                  | Спорудник                                             | Інші відомості |  |
| ---------- | ------------------------- | ------------------------------- | ------------------------------------------------- | ---------------------------------------------------- | ----------------------------------------------------- | --- |  |
|            | 1. Ordensburg Eylau       | Ейлау                           | 1325                                              | Eylau • Preußisch Eylau • Iławka • Багратіонівськ    | Великий магістр Вернер фон Орзельн                    | 1945/1948 табір 533 НКВД, 1961 райспоживспілка, з 2000-х готель                                                                |  |
|            | 2. Ordensburg Balga       | Замок Бальга                    | 1239-1250                                         | Balga / Honeda • П'ятидорожне                        | Генріх ІІІ Майсенський                                | з 1927 музей, після 1945 руїна                                                                                                 |  |
|            | 3. Ordensburg Brandenburg | Замок Бранденбург               | 1266 • Центр комтура                              | Brandenburg • Ушаково                                | Отто III Бранденбурзький                              | після 1945 частково заселений, з 1990-х покинутий, на межі зникнення                                                           |  |
|            | 4. Ordensburg Waldau      | Замок Вальдау                   | 1258 — 1264 • 1457 літня резиденція гросмейстерів | Waldau • Низовье                                     |                                                       | з 1945 ПТУ, 2010 передано РПЦ                                                                                                  |  |
|            | 5. Ordensburg Wehlau      | Велау                           | 1256                                              | Wehlau (лит. Vėluva) • Знаменск                      | комтур Буркгард фон ГорнгаузенBurkhard von Hornhausen | спалений 1347 литовцями Кейстута, не відбудовувався                                                                            |  |
|            | 6. Ordensburg Saalau      | Саалау                          | 1352                                              | Saalau (лит. Želva) • Каменское                      | єпископ Йоган ІІ фон Блюдау                           | з 1945 закинутий, в стані руїни                                                                                                |  |
|            | 7. Ordensburg Insterburg  | Інстербурґ                      | 1336                                              | Insterburg (лит. Įsrūtis) • Черняховськ (лит. Želva) | Великий магістр Дітріх фон Альтенбург                 | 1949 вигорів, частково розібраний, стан руїни, 2010 переданий РПЦ                                                              |  |
|            | 8. Königsberger Schloss   | Королівський замок Кьоніґсберґу | 1255                                              | Königsberg • Калінінград                             | Пржемисл Отакар II                                    | спалений 1945, зруйнований підривом мурів 1968                                                                                 |  |
|            | 9. Ordensburg Kreuzburg   | Кройцбург                       | 1240                                              | Kreuzburg • Славское                                 |                                                       | розібраний після 1565 |  |
|            | 10. Burg Labiau           | Лабіау                          | 1258/59, 1360                                     | Labiau • Полесск                                     |                                                       | 1945/48 табір військовополонених, при пожежі 1965 згоріло 30.000 світлин, кінофільмів Пруссії, перевезених з Кьонігсбергу 1945 |  |
|            | 11. Ordensburg Lenzenberg | Ленценберґ                      | 1240                                              | Korschenruh • Ладыгино                               |                                                       | спалений 1260 |  |
|            | 12. Ordensburg Neuhausen  | Нойгаузен                       | 1292                                              | Neuhausen • Гурьевск                                 |                                                       | частково зруйнований зимою 1945                                                                                                |  |
|            | 13. Burg Ragnit           | Рагніт                          | 1289                                              | Raganita • Ragnit • Неман                            | ландмайстер Майнгард фон Кверфурт                     | з 1825 в'язниця, згорів 1945, частково підірвані мури 1976 при зйомках х.ф. «Двадцять днів без війни» і 1995                   |  |
|            | 14. Burg Tapiau           | Тапіау                          | 1258                                              | Tapiau • Гвардейск                                   | комтур Зіґфрід фон Даненфельд                         | з 1945 в'язниця |  |
|            | 15. Ordensburg Tilsit     | Тільзіт                         | 1404                                              | Tilsit (лит. Tilžė) • Совєтськ                       | Конрад фон Юнгінген                                   | 1873 згорів, з 1945 завод відпалу вапна                                                                                        |  |
|            | 16. Burg Schaaken         | Шаакен                          | 1257                                              | Schaaken • Некрасово                                 |                                                       | з 1945 притулок, 1947 стайня, 1960-х — 1980-х житловий будинок, руїни передані 2011 РПЦ, 2012 згоріли                          |  |

## Литва
Замки закладали переважно на місці давніших укріплень магістри тевтонського ордену в Ліфляндії.

### Клайпедський повіт
| Зображення | Оригінальна назва | Сьогоднішня назва                    | Дата будівництва | Місцезнаходження (колишнє, сучасне)         | Спорудник                                             | Інші відомості           |  |
| ---------- | ----------------- | ------------------------------------ | ---------------- | ------------------------------------------- | ----------------------------------------------------- | ------------------------ |  |
|            | Memelburg         | Klaipėdos pilis (Клайпедський замок) | 1252 • 1408      | Memel • Клайпеда                            | Еберхард фон Сайн (1252) • Ульріх фон Юнгінген (1408) | розібраний 1874          |  |
|            | Windenburg        | Ventės pilis                         | 1360             | Windenburger Eck • Ventės ragas (мис Вянте) |                                                       | до XV ст. знищений морем |  |

### Каунаський повіт
| Зображення | Оригінальна назва | Сьогоднішня назва                             | Дата будівництва | Місцезнаходження (колишнє, сучасне) | Спорудник                                      | Інші відомості |
| ---------- | ----------------- | --------------------------------------------- | ---------------- | ----------------------------------- | ---------------------------------------------- | --- |
|            | Ritterswerder     | Kauno pilis (лит.) (Каунаський замок)         | 1384             | Kauen • Ковно • Kaunas (Каунас)     | Великий магістр Конрад Целльнер фон Ротенштайн | 1398 перейшов до ВКЛ • після пожежі 1655 став в'язницею, з 1795 частково розібраний                                         |
|            | Gotteswerder      | Raudondvaris (лит.) (Замок у Червоному Дворі) | 1392             | Rotenhof • Raudondvaris             |                                                | 1410 власність короля • перебудований після пожежі 1831, пошкоджений 1941/44, відбудований у 1980-х рр., тепер с/г інститут |

### Тауразький повіт
| Зображення | Оригінальна назва        | Сьогоднішня назва                     | Дата будівництва | Місцезнаходження (колишнє, сучасне)                    | Спорудник | Інші відомості |
| ---------- | ------------------------ | ------------------------------------- | ---------------- | ------------------------------------------------------ | --------- | -------------- |
|            | Georgenburg (Jurgenborg) | Georgenburgo pilį (Замок Георгенбург) | 1343             | Georgenburg • Jorbarks • Юрбург • Jurbarkas (Юрбаркас) |           | спалений 1387  |

## Латвія
Замки закладали ландмейстери Тевтонського ордену в Ліфляндії. Території адміністративно не відносились до Пруссії.
| Зображення                      | Оригінальна назва | Сьогоднішня назва                                                                                    | Дата будівництва | Місцезнаходження (колишнє, сучасне)    | Спорудник            | Інші відомості                                         |  |
| ------------------------------- | ----------------- | --- | ---------------- | -------------------------------------- | -------------------- | ------------------------------------------------------ |  |
|                                 | Schloss Bauska    | Бауский замок (латис. Bauskas Pils                                                                   | 1443             | Bauske • Bowsk • Bauska                | Йоганн фон Менгден   | покинутий 1705, реставрація межі ХХ-ХХІ ст.            |  |
|                                 | Schloss Doblen    | Добеле                                                                                               | 1335             | Doblen • (латис. Dobele                |                      |                                                        |  |
|                                 | Schloss Ermes     | Ērģeme                                                                                               | XIV ст.          | Ermes • Ērģeme Валка                   |                      | ймовірно, після пожежі 1670 не відновлювася            |  |
| Файл:File:Goldingen um 1680.jpg | Schloss Goldingen | Кулдізький замок                                                                                     | 1242             | Jesusburg • Goldingen • латис. Kuldīga | Дітріх фон Грюнінген | занепав у XVII—XVIII                                   |  |
|                                 | Schloss Kandau    | Кандавський замок • резиденція суду                                                                  | 1253             | Kandau • Kandava (Кандава)             | Еберхард фон Сайн    | зруйнований до 1710, після 1840 руїни почали розбирати |  |
|                                 | Schloss Mitau     | Міттавський замок (Jelgavas pils)                                                                    | 1265             | Mitau • Єлгава (латис. Jelgava)        |                      | розібраний до 1738 для будівництва Мітавського палацу  |  |
|                                 | Schloss Neuenburg | Jaunpils                                                                                             | XIV ст.          | Neuenburg • Яунпілс                    |                      |                                                        |  |
|                                 | Rigaer Schloss    | Ризький замок (латис. Rīgas pils) • резиденція ландмейстерів Тевтонського ордену в Лівонії до XV ст. | 1330/53          | Riege • Рига                           |                      | перебудований ХІХ ст.                                  |  |
|                                 | Schloss Windau    | Вентспілський замок • резиденція комтура                                                             | 1290             | Winda • Windau • Винда́ва • Ventspils   |                      | зруйнований після 1710                                 |  |
|                                 | Schloss Wenden    | Замок Цесіс • резиденція ландмейстерів Тевтонського ордену в Лівонії з XV ст. до 1561                | 1209             | Wenden • латис. Cēsis                  | Вінно фон Рорбах     | занепав після 1709                                     |  |

## Польща

### Вармінсько-Мазурське воєводство
Частково входили до Вармійського князівства (лат. Episcopatus Warmiensis, нім. Fürstbistum Ermland) князя-єпископа Ермланду (Вармії).
| Зображення | Оригінальна назва                      | Сьогоднішня назва                                 | Дата будівництва                             | Місцезнаходження (колишнє, сучасне)                                  | Спорудник                                                               | Інші відомості |
| ---------- | -------------------------------------- | ------------------------------------------------- | -------------------------------------------- | -------------------------------------------------------------------- | ----------------------------------------------------------------------- | --- |
|            | Ordensburg Angerburg                   | Zamek w Węgorzewie                                | 1398                                         | Angerburg • Węgorzewo (Венгожево)                                    | комтур Кьонігсбергу Werner von Tettingen                                | спалений 1945, відновлений у 1970-х рр. |
|            | Ordensburg Barten                      | Zamek w Barcianach (Замок у Барцянах)             | 1325 • 1380/1400                             | Barten • Barciany                                                    | Великий магістр Вінріх фон Кніпроде                                     | з 1945 розміщувалось правління с/г кооперативу                                                                                                  |
|            | Ordensburg Bäslack                     | Zamek w Bezławkach (Замок у Безлавках)            | 1377                                         | Bauselawke • Bäslack • Bezławki                                      |                                                                         | 1538 замок перебудовано на протестантський костел                                                                                               |
|            | Ordensburg Wartenburg                  | Zamek w Barczewie                                 | 1325                                         | Wartenburg • Barczewo (Барчево)                                      | єпископ Ермланду Ебергард фон Найссе                                    | 1832 перебудований на школу, після 1945 збереглось одне крило, перебудоване на житловий будинок                                                 |
|            | Ordensburg Bartenstein                 | Zamek w Bartoszycach                              | 1240 — одне з перших укріплень Ордену • 1273 | Bartenstein • Barsztyn[ • Bartoszyce (Бартошице)                     |                                                                         | резиденція прокуратора • зруйнований 1454 |
|            | Ordensburg Braunsberg                  | Zamek w Braniewie                                 | 1273                                         | Brusberg • Braunsberg • Braniewo (Бранево)                           | єпископ Генріх І Флемінг                                                | 1250-1340 резиденція єпископів Ермланду • резиденція бургграфа Браунсберзького коморництва, розібраний 1873/74, 1928/30                         |
|            | Ordensburg Bratian                     | Zamek w Bratianie                                 | 1343                                         | Bratian (Братіан)                                                    | Якоп фон Райнах                                                         | 1785 замок частково розібраний |
|            | Ordensburg Gilgenburg                  | Zamek w Dąbrównie                                 | 1319                                         | Gilgenburg • Dąbrówno                                                |                                                                         | резиденція війта Ордену • зруйнований у січні 1945                                                                                              |
|            | Ordensburg Soldau                      | Zamek w Działdowie                                | 1344–1391                                    | Soldau • Działdowo (Дзялдово)                                        |                                                                         | частково розібраний XVII ст., відновлений наприкінці ХІХ ст., зруйнований 1945, відновлений після 1990-х рр.                                    |
|            | Ordensburg Lyck                        | Zamek w Ełku (Замок у Елку)                       | 1398 — 1406                                  | Lyck • Ełk                                                           | комтур Балги Ульріх фон Юнгінген                                        | з 1888 в'язниця, 2010 перебудова на готель |
|            | Ordensburg Seeburg                     | Zamek w Jezioranach                               | 1350–1373                                    | Seeburg • Zybork • Jeziorany (Єзьорани)                              | єпископ Ермланду Германн Празький                                       | резиденція бургграфа Зеєбурзького коморництва• у ХІХ ст. розібраний, на старих фундаментах звели нові будівлі                                   |
|            | Ordensburg Kauernik                    | Zamek w Kurzętniku                                | XIII/XIV ст. — до 1361                       | Kauernik • Kurzętnik                                                 |                                                                         | зруйнований 1659, розібраний ХІХ ст. |
|            | Ordensburg Lötzen                      | Zamek w Giżycku (Замок у Гіжицько)                | 1390                                         | Lötzen • Giżycko                                                     | Дітріх фон Альтенбург                                                   | після 1945 покинутий, з 1960-х рр. готель |
|            | Ordensburg Rastenburg                  | Zamek w Kętrzynie (Замок у Кентшині)              | 1345/48                                      | Rastenburg • Kętrzyn                                                 |                                                                         | 1797 згорів, 1912 перебудований на житловий будинок, 1944 зруйнований, відбудований у 1964/66 рр.                                               |
|            | Ordensburg Heilsberg                   | Zamek w Lidzbarku Warmińskim (Лідзбарський замок) | 1350/1401                                    | Heilsberg • Lidzbark Warmiński (Лідзбарк-Вармінський)                |                                                                         | використовується для виставок |
|            | Ordensburg Löbau                       | Zamek w Lubawie                                   | 1302-1326                                    | Löbau • Lubawa (Любава)                                              | єпископ                                                                 | резиденція єпископів Кульмських (Хелмжських) • зруйнований на поч. ХІХ ст., розібраний 1826                                                     |
|            | Ordensburg Moring                      | Zamek w Morągu                                    | 1280                                         | Moring • Mohrungen • Morąg (Моронг)                                  |                                                                         | у ХІХ ст. частково розібраний |
|            | Ordensburg Neidenburg                  | Zamek w Nidzicy                                   | 1370 — 1409                                  | Neidenburg • Nibork • Nidzica (Нідзиця)                              | резиденція прокуратора Ордену (судді)                                   | 1945 пошкоджений, відбудований, сьогодні готель, музей                                                                                          |
|            | Ordensburg Allenstein                  | Zamek w Olsztynie                                 | 1353–1360                                    | Allenstein • Olsztyn (Ольштин)                                       |                                                                         | резиденція бургграфа Алленштайнського коморництва капітулу, з 1925 музей                                                                        |
|            | Ordensburg Hohenstein                  | Zamek w Olsztynku                                 | 1349-1366                                    | Hohenstein • Olsztynek (Ольштинек)                                   | комтур острудзький Ґюнтер фон Гогенштайнс (нім. Günter von Hohensteins) | резиденція комтура • з 1847 школа |
|            | Ordensburg Wormditt                    | Zamek w Ornecie                                   | 1338                                         | Wormditt • Orneta • (Орнета)                                         | єпископ Ермланду Германн Празький                                       | резиденція бургграфа Вормдіттського коморництва • розібраний ХІХ ст., на фундаментах збудовано школу                                            |
|            | Ordensburg Holland                     | Zamek krzyżacki w Pasłęku (Замок у Пасленку)      | 1288/ XIV ст.                                | Pāistlauks • Pazluk • Holland • Preußisch Holland • Pasłęk (Пасленк) | ландмайстер Пруссії Майнгард фон Кверфурт                               | резиденція прокуратора комтурії Елбінгу, з 1454 резиденція комтура • з 1925 суд, спалений 1945, відбудований 1960-х під адміністративну споруду |
|            | Ordensburg Malcekuke Erzbistum Ermland | Zamek Kapituły Warmińskiej w Pieniężnie           | поч. XIV ст.                                 | Malcekuke • Melzak • Mehlsack • Pieniężno (Пененжно)                 | єпископ Ермланду                                                        | резиденція бургграфа Мельзацького коморництва капітулу • зруйнований 1945, частково відновлений                                                 |
|            | Ordensburg Rößel                       | Zamek w Reszlu) (Замок у Решелі)                  | 1273/1350                                    | Rößel • Reszel (Решель)                                              | з 1353 єпископи Ермланду                                                | резиденція бургграфа Россельського коморництва                                                                                                  |
|            | Burg zur Ryne                          | Zamek w Rynie                                     | 1377                                         | Rins • Rhein • Ryn (Рин)                                             | Великий магістр Вінріх фон Кніпроде                                     | резиденція 1394—1422 комтура • 1525 старости • 1853 в'язниця з 1945 міська адміністрація, з 1990-х добудова нових частин до старого крила       |
|            | Ordensburg Schönberg                   | Zamek w Szymbarku                                 | 1301–1386                                    | Schönberg • Szymbark • (Ілава)                                       |                                                                         | замок капітули Помезанської, спалений 1946 |
|            | Burg Ortelsburg                        | Zamek w Szczytnie (Замок у Щитно)                 | 1370                                         | Ortelsburg • Szczytno (Щитно)                                        | комтур Ельблонгу Ортлофф фон Трієр (нім. Ortloff von Trier)             | частково розібраний 1766—1792 • зруйнований серпень 1914,                                                                                       |

## Західнопоморське воєводство
При поділі Померанії 1308 дані території Східної Померанії відійшли до курфюрстів Бранденбургу (Бранденбурзьке маркграфство), з 1618 до федеративної держави Бранденбург-Пруссія.
| Зображення | Оригінальна назва   | Сьогоднішня назва                                                  | Дата будівництва       | Місцезнаходження (колишнє, сучасне)          | Спорудник                                  | Інші відомості |
| ---------- | ------------------- | ------------------------------------------------------------------ | ---------------------- | -------------------------------------------- | ------------------------------------------ | --- |
|            | Schloss Aderburg    | Zamek Odrzański (Замок Адербург)                                   | після 1551             | Grabow • Grabowo                             | герцог Померанії Барнім ІХ                 | перебудований з монастиря, після 1648 покинутий, у 1652 — 1677 розібраний                                                   |
|            | Schloss Wildenbruch | Zamek joannitów (Замок Йоанітів)                                   | після 1312             | Wildenbruch • Swobnica (Ґміна Бане)          |                                            | резиденція командора до сер. XVII ст. • з 1945 правління с.г. кооперативу, шпихлір                                          |
|            | Burg Gülzow         | Zamek w Golczewie • (Замок у Гольчево)                             | до 1302 • 1302/17      | Gülzow • Golczew (Гольчево)                  | лицарі Екгард і Вульфекін Шмеллінґ •       | з перервами власність капітулу Каммінської єпархії • після 1684 покинутий, частково розібраний                              |
|            | Дарловський замок   | Zamek Książąt Pomorskich w Darłowie (Замок в Дарлово)              | 1352                   | Rügenwalde • Darłowo (Дарлово)               | герцог Померанії Богіслав V                | 1773 розібраний оборонний мур, з 1945 музей                                                                                 |
|            | Burg Daber          | Zamek w Dobrej                                                     | 1308/1400              | Daber • Dobra • (Добра)                      | Henrich de Dobere                          | знищений шведами у XVII ст., не відбудовувався, у ХІХ ст. частково розібраний                                               |
|            | Schloss Draheim     | Zamek Drahim (Замок Драгім Йоанітів)                               | 1366                   | Alt Draheim • Stare Drawsko (Ґміна Чаплінек) | Мальтійський Орден                         | після 1772 пошкоджений, 1784 частково розібраний                                                                            |
|            | Schloss Köslin      | Zamek w Koszalinie                                                 | Кін. ХІІ ст. • 1569-82 | Köslin • Koszalin (Кошалін)                  | цистерціанці • Казимир VI                  | перебудований XVI ст. з монастиря, після пожежі 1718 не вдбудовувався                                                       |
|            | Schloss Körlin      | Zamek Biskupów Kamieńskich w Karlinie (Замок єпископів в Кьорліні) | 1308                   | Körlin • Karlin (Карліно)                    | Генріх фон Вацгольц                        | резиденція єпископів Камміна, 1761 зруйнований і розібраний                                                                 |
|            | Schloss Krangen     | Кронзький замок                                                    | 1495 • 1580-і          | Krangen • Krąg (Ґміна Полянув)               | Feliks von Podewils                        | згорів 1945, частково використовувався, відбудований після 1990                                                             |
|            | Schloss Falkenburg  | Zamek w Złocieńcu (Замок Фалькенбург)                              | поч. XIV ст.           | Falkenburg • Złocieniec (Злоценець)          | Ludolf I von Wedel                         | декілька разів перебудований, занепав після 1945                                                                            |
|            | Schloss Pansin      | Пензінський замок                                                  | межа XIV — XV ст.      | Pansin • Pęzin                               | Мальтійський Орден                         | декілька разів перебудовувався                                                                                              |
|            | Schloss Schivelbein | Zamek w Świdwinie (Замок Шіфербайн)                                | Кін. ХІІІ ст. • 1384   | Schivelbein • Świdwin (Свідвин)              | маркграфи Бранденбургу • Тевтонський орден | резиденція війта тевтонців, з 1540 командорії Мальтійського ордену, після 1945 пограбований, згорів, відбудований 1962—1968 |
|            | Schloss Tütz        | Zamek w Tucznie                                                    | 1338                   | Tütz • Tuczno (Тучно)                        | Людвіг, Лампрехт фон Ведель                | після 1736 занепав, був відбудований • 1945 пошкоджений, 1947 згорів, відбудований 1957                                     |
|            | Stettiner Schloss   | Zamek w Szczecinie                                                 | 1346                   | Stettin • Szczecin (Щецин)                   | герцог Барнім ІІІ                          | знищений 1944, відбудований 1958−1980                                                                                       |
|            | Schloss Neustettin  | Zamek Książąt Pomorskich w Szczecinku                              | 1310                   | Neustettin (Щецинек)                         | Вартіслав IV                               | наприкінці XVIII ст. перебудований на мануфактуру, згодом декілька разів перебудовувався під різні функції                  |

## Поморське воєводство
До воєводства входять землі колишньої Задньої Померанії, Помезанії. Вони відійшли 1308 до Тевтонського Ордену і на них було поширене найменування Пруссія. З XV ст. відносились до Королівської Пруссії, у XVII ст. до курфюрстів Бранденбургу.
| Зображення | Оригінальна назва              | Сьогоднішня назва                         | Дата будівництва | Місцезнаходження (колишнє, сучасне)                      | Спорудник                                          | Інші відомості |
| ---------- | ------------------------------ | ----------------------------------------- | ---------------- | -------------------------------------------------------- | -------------------------------------------------- | --- |
|            | Ordensburg Bütow (нім.)        | Zamek w Bytowie (Замок у Битові)          | 1383             | Bütow • Bytów (Битів)                                    | Великий магістр Конрад фон Юнгінген                | з червня 1945 табір НКВД, сьогодні музей, готель, бібліотека                                                                                                 |
|            | Ordensburg Mewe (нім.)         | Zamek w Gniewie (Замок у Ґневі)           | 1290             | Mewe • Gniew (Гнев)                                      | комтур Дітріх фон Шпаєр (нім. Dietrich von Speier) | резиденція комтура, 1464 королівського старости • згорів 1921, 1945, реконструкція 1967—1992                                                                 |
|            | Ordensburg Herrengrebin        | Ґрабіни-Замечек                           | 1406             | Herrengrebin • gmina Suchy Dąb (Сухий Демб)              |                                                    | зруйнований 1459, відбудований і після 1657 закинутий |
|            | Ordensburg Christburg          | Zamek w Dzierzgoniu (Дзежґоньський замок) | 1248             | Christburg • Dzierzgoń (Дзежґонь)                        |                                                    | 1414 згорів, 1456 частково розібраний |
|            | Ordensburg Marienwerder (нім.) | Zamek w Kwidzynie                         | 1233 — 1344/55   | Insula sanctae Mariae • Marienwerder • Kwidzyn (Квідзин) |                                                    | резиденція єпископа Помезанії 1285—1587 • 1945 січень -військовий шпиталь, потім спалений з містом, готичну цеглу використали при відбудові пам'яток Варшави |
|            | Ordensburg Schloß Kischau      | Zamek Kiszewski                           | 1316, 1350/98 •  | Kischau • (Стара Кішева)                                 |                                                    | перебудований у ХІХст. палац занепав після 1945 і був відновлений 1998                                                                                       |
|            | Lauenburg (Ordensburg)         | Zamek krzyżacki w Lęborku                 | 1341/63          | Lãbórch • Lauenburg • Lębork (Лемборк)                   | Великий магістр Дітріх фон Альтенбург              | резиденція війта Ордену • перебудований у ХІХ ст., спалений 10 березня 1945, перебудований у 1960-х рр.                                                      |
|            | Marienburg (Ordensburg)        | Zamek w Malborku (Замок у Мальборку)      | 1278             | Marienburg • Malbork (Мальборк)                          |                                                    | резиденція комтура, Гросмейстера Ордену 1309—1454 |
|            | Ordensburg Preußisch Mark      | Zamek w Przezmarku                        | 1316-1331        |                                                          | комтур Лютер фон Брауншвейг                        | резиденція прокуратора, війта • частково розібраний наприкінці XVIII ст., консервація 1935, реконструкція 1958                                               |
|            | Riesenburg (Ordensburg)        | Zamek w Prabutach                         | 1277             | Riesenburg • Prabuty (Прабути)                           | єпископ Альберт                                    | резиденція єпископів Помезанії • зруйнований 1945 |
|            | Ordensburg Sobbowitz           | Zamek w Sobowidzu                         | поч. XIV ст.     | Sobitz • Sobowidz                                        |                                                    | резиденція війтів Ордену • зруйнований у 1660-х рр., розібраний у ХІХ ст. і на фундаментах звели неоготичну будівлю                                          |
|            | Ordensburg Stuhm               | Zamek w Sztumie (Штумський замок)         | 1326-1335        | Stuhm • Sztum (Штум)                                     |                                                    | резиденція війтів Ордену до 1454 • спалений з містом 26 січня 1945                                                                                           |
|            | Ordensburg Schlochau           | Zamek w Człuchowie (Члухувський замок)    | після 1320       | Schlochau • Człuchów (Члухув)                            |                                                    | резиденція комтура • до 1454 королівського старости • після пожежі 1793 розібрали до 1811, неоготична будівлю зруйнували у лютому 1945,                      |

### Куявсько-Поморське воєводство
Входили терени Добжинскої, Кульмської земель
| Зображення | Оригінальна назва         | Сьогоднішня назва                    | Дата будівництва           | Місцезнаходження (колишнє, сучасне)                | Спорудник                                          | Інші відомості                                                                                  |
| ---------- | ------------------------- | ------------------------------------ | -------------------------- | -------------------------------------------------- | -------------------------------------------------- | ----------------------------------------------------------------------------------------------- |
|            | Burg Beberen              | Zamek w Bobrownikach (Замок Беберен) | сер. XIV ст.               | Bobrowniki                                         |                                                    | резиденція війтів Ордену 1391—1405 •                                                            |
|            | Ordensburg Birglau (нім.) | Zamek Bierzgłowski (Замок Бірглау)   | 1270-1305                  | Birglau • Zamek Bierzgłowski (Ґміна Луб'янка)      |                                                    | резиденція комтура, 1475 аласність магістрату Торуня • перебудова у неоготичному стилі 1860     |
|            | Ordensburg Strasburg      | Zamek w Brodnicy (Замок у Бродниці)  | 1305-1330                  | Strasburg • Brodnica • (Бродниця)                  |                                                    | резиденція комтура • розбирання замку 1785 зупинили 1842                                        |
|            | Ordensburg Gollub         | Zamek w Golubiu (Замок у Голюбі)     | 1305                       | Gollub • Golub-Dobrzyń (Ґолюб-Добжинь)             | комтур Конрад Зак                                  | резиденція комтура • з 1920 музей                                                               |
|            | Ordensburg Graudenz       | Zamek krzyżacki w Grudziądzu         | бл. 1235                   | Graudenz • Grudziądz (Грудзьондз)                  |                                                    | резиденція комтура • розібраний 1796—1804, рештки підірвали 5 березня 1945                      |
|            | Ordensburg Schönsee       | Zamek w Kowalewie Pomorskim          | бл. 1280 • 1277—1303       | Schönsee • Kowalewo Pomorskie (Ковалево-Поморське) |                                                    | резиденція комтура, з 1466 королівського старости • пошкоджений у 1660-х і розібраний у ХІХ ст. |
|            | Ordensburg Neuenburg      | Zamek w Nowem                        | сер. XIV ст.               | Neuenburg • Nowe (Нове)                            |                                                    | частково розібраний після 1787, у 1970-х рр. перебудова на центр культури                       |
|            | Ordensburg Rehden         | Zamek w Radzyniu Chełmińskim         | 1234 • 1270—1285 • 1310/30 | Rehden • Radzyń Chełmiński (Радзинь-Хелмінський)   | ландмайстер Германн фон Балк                       | резиденція комтура, 1454 королівського старости • 1772—1837 частково розібраний                 |
|            | Ordensburg Schwetz        | Zamek krzyżacki w Świeciu (нім.)     | 1335/50                    | Schwetz • Świecie (Свеце)                          | Ґюнтер фон Гогенштайн (нім. Günter von Hohenstein) | резиденція комтура, 1508 королівського старости • пошкоджений у 1664, не відновлювався          |
|            | Ordensburg Thorn          | Zamek w Toruniu                      | 1260                       | Thorn • Toruń (Торунь)                             |                                                    | зруйнований 1454, не відновлювався • часткова реконструкція 1966                                |